# Relacions entre Guinea Bissau i els Estats Units
Les relacions entre Guinea Bissau i els Estats Units es refereix a les relacions actuals i històriques entre Guinea Bissau i Rússia.

## Història
Els EUA va reconèixer la independència de Guinea Bissau el 10 de setembre de 1974. L'ambaixador de Guinea Bissau als Estats Units i les Nacions Unides va ser un dels primers de la nova nació enviats a l'estranger. Els EUA van obrir una ambaixada a Bissau el 1976, i el primer ambaixador dels EUA va presentar credencials aquest mateix any.
L'Ambaixada dels EUA va suspendre les operacions a Bissau el 14 de juny de 1998, enmig d'un conflicte violent entre les forces lleials al llavors president João Bernardo Vieira i el dirigit pels militars junta. Abans i després del tancament de l'ambaixada, els Estats Units i Guinea Bissau han gaudit d'excel·lents relacions bilaterals.
L'assistència dels EUA va començar el 1975 amb una donació d'1 milió $ a l'Alt Comissionat de l'ONU per als Refugiats per al reassentament dels refugiats que tornaven a Guinea Bissau i de 25 beques de formació en escoles tècniques africanes per als estudiants de Guinea. L'ajuda alimentària d'emergència va ser un element important en l'assistència dels EUA a Guinea Bissau en els primers anys després de la independència. Des de 1975, els EUA ha proporcionat més de 65 milions $ en subvencions i altres ajuts.
Des de la guerra civil de Guinea Bissau de 1998 els EUA ha proporcionat més de 800.000 $ per al desminatge humanitari a una organització no governamental (ONG), que ha eliminat més de 2.500 mines terrestres i 11.000 municions sense explotar de la ciutat de Bissau; 1,6 milions $ en l'ajuda alimentària i gairebé 3 milions $ per a l'assistència de refugiats, la millora de la indústria d'anacards, i la promoció de la democràcia.
Els Estats Units i Guinea Bissau van signar un acord internacional d'instrucció militar (IMET) el 1986, i abans de 1998, els EUA sempre han proporcionat ensenyament d'anglès així com equip de comunicacions i de navegació per donar suport al programa de vigilància del litoral marí. El Programa d'Assistència Humanitària del Comando Europeu dels EUA ha ajudat amb 390.000 $ per a la construcció o reparació d'escoles, centres de salut, i ponts. El Cos de Pau es va retirar de Guinea Bissau a 1998 al començament de la guerra civil.
L'agost de 2004 es van aixecar les sancions previstes en l'article 508 de la Llei d'Operacions Exteriors que foren imposades a conseqüència del cop d'estat militar de setembre de 2003, i Bissau va tornar a ser elegible per l'IMET i altres ajudes directes.
El març de 2007, els EUA i Brasil signaren un Memoràndum Tripartit d'Acord amb Guinea Bissau destacant un projecte d'enfortiment parlamentari implementat per primera vegada el 2005.
Els principals funcionaris estatunidencs (residents a Dakar, Senegal) són l'ambaixadora Marcia Bernicat i l'encarregat de missió Jay T. Smith. No hi ha ambaixada dels EUA a Bissau; de la mateixa manera, Guinea Bissau no manté cap consolat general als Estats Units (amb excepció de la seva missió permanent davant les Nacions Unides a Nova York). L'ambaixador dels EUA al Senegal, que resideix a Dakar, està acreditat com a ambaixador dels EUA a Guinea Bissau. Tot contacte oficial dels EUA amb Guinea Bissau està a càrrec de l'Ambaixada dels EUA a Dakar. El personal locals a l'Oficina d'Enllaç dels EUA a Bissau, i els diplomàtics estatunidencs de l'Ambaixada a Dakar viatgen amb freqüència a Bissau per mantenir relacions diplomàtiques normals.